# Wikariat Gondomar
Wikariat Gondomar − jeden z 22 wikariatów diecezji Porto, składający się z 12 parafii:
- Parafia Niepokalanego Serca Najświętszej Maryi Panny w Baguim
- Parafia Najświętszej Maryi Panny w Covêlo
- Parafia Boskiego Zbawiciela w Fânzeres
- Parafia św. Jana w Foz do Sousa
- Parafia Świętych Kosmy i Damiana w Gondomar
- Parafia Świętego Krzyża w Jovim
- Parafia św. Antoniego w Lomba
- Parafia Narodzenia Najświętszej Maryi Panny w Medas
- Parafia Najświętszej Maryi Panny w Melres
- Parafia św. Krzysztofa w Rio Tinto
- Parafia św. Piotra w São Pedro da Cova
- Parafia w Valbom